# Janustemplet

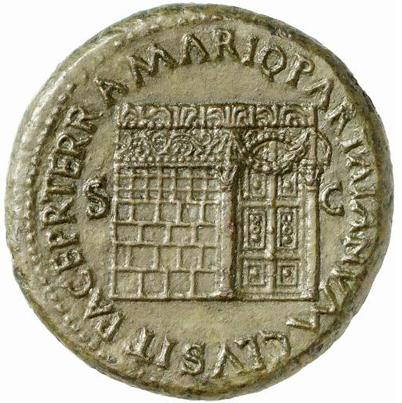
Janustemplet avbildat på romerskt mynt.

Janustemplet var ett tempel invigt åt Janus på Forum Romanum i Rom. Templets två dörrar var öppna i krigstid och stängda i fredstid.
Templet stängdes endast i sällsynta fall. Första gången det stängdes var under Numa Pompilius styre. Andra gången under Titus Manlius Torquatus styre, 235 f.Kr. Tredje gången var under Augustus styre, 29 f.Kr. Fjärde gången under Neros styre, år 66 och för femte gången under Vespasianus styre, år 70.